# Каменев, Аркадий Леонидович
Арка́дий Леони́дович Ка́менев (род. 15 февраля 1948, дер. Лодочный Мыс Осинского района Пермской области, СССР) — политик, глава города Перми в 2000—2005 годах.

## Биография
Родился 15 февраля 1948 года. Начинал работать на Юго-Камском машиностроительном заводе токарем. Закончил Пермский государственный педагогический институт. Проходил службу в Армии СССР. С 1970 года служил в органах внутренних дел, прошел должности от участкового инспектора до начальника УВД города Перми (с 1996 по 2000 год). Депутат Законодательного Собрания Пермской области второго созыва. В декабре 2000 года избран главой Перми.
Был осуждён за растрату муниципального имущества (полтора года лишения свободы и штраф).